# Ber (Mali)
Ber is een gemeente (commune) in de regio Timboektoe in Mali. De gemeente telt 19.000 inwoners (2009).